# Birgitta Liljebladh
Inger Birgitta Copeland-Liljeblad, född 11 november 1924 i Gamlestads församling i Göteborg, död 24 september 2014 i Domkyrkoförsamlingen i Göteborg, var en svensk målare, tecknare och grafiker.

## Biografi
Liljebladh fick sin utbildning vid Slöjdföreningens skola och Konstakademin och debuterade som grafiker. Som målare företrädde Liljebladh en eruptiv expressionism med högt uppdriven färg i motiven. Hon målade landskap, blommor och ansikten med anknytning till västkustens koloristiska tradition.
Liljebladhs verk finns representerade på Moderna museet i Stockholm, Göteborgs konstmuseum samt museerna i Jönköping och Linköping.
År 1982 invaldes Liljebladh som ledamot i Konstakademin. Hon är begravd på Kvibergs kyrkogård i Göteborg.